# Bob Dylan's Greatest Hits
Bob Dylan's Greatest Hits —  перша музична збірка американського автора-виконавця пісень Боба Ділана, видана 27 березня 1967 року лейблом Columbia USA. Альбом досягнув №10 у чарті США та №3 у чарті Великої Британії. Компіляція стала платиновою 5 разів за версією RIAA

## Список пісень
Перша сторона
| #  | Назва                           | Тривалість |
| -- | ------------------------------- | ---------- |
| 1. | «Rainy Day Women #12 & 35»      | 4:40       |
| 2. | «Blowin' in the Wind»           | 2:51       |
| 3. | «The Times They Are a-Changin'» | 3:16       |
| 4. | «It Ain't Me Babe»              | 3:38       |
| 5. | «Like a Rolling Stone»          | 6:12       |

Друга сторона
| #   | Назва                         | Тривалість |
| --- | ----------------------------- | ---------- |
| 6.  | «Mr. Tambourine Man»          | 5:31       |
| 7.  | «Subterranean Homesick Blues» | 2:22       |
| 8.  | «I Want You»                  | 3:09       |
| 9.  | «Positively 4th Street»       | 4:12       |
| 10. | «Just Like a Woman»           | 4:53       |